# Сейль-Сікан
Сейль-Сіка́н — невеликий острів в Червоному морі в архіпелазі Дахлак, належить Еритреї, адміністративно відноситься до району Дахлак регіону Семіен-Кей-Бахрі.

## Географія
Розташований між островами Дергоман-Кебір на північному заході та Саїн на південному сході. Має овальну форму, довжина острова 0,9 км, ширина 0,6 км. З усіх сторін острів облямований піщаними мілинами.